# California State Route 37
Pour les articles homonymes, voir Route 37.
La California State Route 37 est une route de l'État de Californie, aux États-Unis. Orientée est-ouest, elle se situe dans la région de la baie de San Francisco et relie Vallejo à Novato.